# François Jacquier
François Jacquier   (Vitry-le-François, 7 de juny de 1711 - Roma, 5 de juliol de 1788) va ser un matemàtic francès que va treballar a Itàlia tota la seva vida.
Nascut a Vitry-le-François, regió de la Xampanya, no va conèixer el seu pare, que va morir quan només tenia un any, i va ser educat per un oncle que era de la Orde dels Mínims. Els setze anys, ell també va ingressar a l'Orde i a començaments dels anys 1930's, va ser enviat a Roma. Va viure quasi tota la seva vida al convent dels Mínims francesos a Roma: la Trinità dei Monti.
A partir de 1735 va treballar per a la Congregació per a l'Evangelització dels Pobles a la seva Universitat Pontifícia Urbana. Tot i ser un expert en les llengües grega i hebrea, va dirigir els seus treballs a publicar una traducció anotada dels Principia Mathematica de Newton, juntament amb Thomas Le Seur i Jean Louis Calandrini. Aquesta influent edició va ser publicada a Gènova entre 1739 i 1742.
El 1742, juntament amb Le Seur i Bošković, va preparar un informe sobre l'estat de la Basílica de Sant Pere amb les recomanacions per a la seva rehabilitació, Aquest informe va despertar fortes crítiques entre els arquitectes als qui van acusar de no saber prou matemàtiques. A continuació, entre 1744 i 1745, va romandre un temps a Cirey-sur-Blaise, a la casa d'Émilie du Châtelet, on va fer també amistat amb Voltaire.
En retornar el 1745, va ser nomenat professor de la universitat de Roma La Sapienza en la qual va romandre fins al 1765, quan el duc de Parma, Felip I, el va cridar per ser educador del seu fill. El 1767 va retornar a Roma, on va ser professor del Collegio Romano (actual Pontifícia Universitat Gregoriana).